# Александров, Василий Алексеевич
Васи́лий Алексе́евич Алекса́ндров (2 апреля 1922, Мошковые Поляны, Новгородская губерния — 12 августа 2014, Ленинградская область) — бригадир совхоза «Новый мир», Герой Социалистического Труда (1973), почётный гражданин Лужского района Ленинградской области.

## Биография
Родился в деревне Мошковые Поляны Тёсовской волости Новгородского уезда Новгородской губернии (ныне Лужского района Ленинградской области) в многодетной крестьянской семье. После окончания школы-семилетки поступил в школу фабрично-заводского ученичества при заводе «Вулкан» в Ленинграде. С 17 лет работал токарем на заводе.
В первые дни войны (24 июня) призван в Красную Армию. Служил в 941-м гаубичном артиллерийском полку на Ленинградском фронте. С ноября 1942 года воевал на Синявинских высотах. 12 февраля 1943 года был тяжело ранен в живот, провёл в госпиталях почти весь 1943 года, выписавшись только в октябре. Участвовал в салюте в честь полного снятия блокады.
С марта 1944 года в составе 80-й тяжелой гаубичной артиллерийской бригады разрушения. Воевал в Эстонии, Польше, освобождал города Гдыня, Данциг. Участвовал в штурме Зееловских высот и уличных боях в Берлине, где артиллерии бригады приходилось уничтожать огневые точки в полуразрушенных городских кварталах. Орудия бригады вели обстрел Рейхстага и Рейхсканцелярии.
В марте 1946 года Александров демобилизован, вернулся в родную деревню. Половина деревни была сожжена немцами, семья угнана в Германию. Оставшиеся жители жили в землянках, готовили лебеду, из мха и опилок делали лепёшки и кашу. Лошадей не хватало, женщины и дети сами таскали плуг и борону. Василий Александров был избран председателем сельсовета, восстанавливал колхоз. В 1960 году стал бригадиром комплексной бригады Мошковые Поляны совхоза «Новый мир». По объёму работ одна бригада Василия Александрова стоила целого совхоза: 2300 га земли, две молочные фермы на 1200 голов, 34 трактора. Ежегодно бригада приносила совхозу прибыли на 150—200 тысяч рублей. В 1967 году В. А. Александрову был вручён орден Ленина.
В 1973 году В. А. Александров за высокие показатели по выращиванию овощей и заготовке кормов был удостоен звания Герой Социалистического Труда и награждён вторым Орденом Ленина и золотой медалью «Серп и молот».
В 1976 году Александрову присвоено звание «Ветеран труда». С 1983 года — на пенсии.
С 2004 году — почётный гражданин Лужского района.
Скончался 12 августа 2014 года на 93-м году жизни.

## Награды
- Медаль «Серп и Молот» (Герой Социалистического Труда)
- два Ордена Ленина
- Орден Отечественной войны I степени
- Орден Красной Звезды; медали

За боевые заслуги, За оборону Ленинграда, За освобождение Варшавы, За взятие Берлина, За победу над Германией, медаль Жукова, и др.